# エストニア人
エストニア人 (エストニアじん、エストニア語: eestlased、旧エストニア語名maarahvas) は、主にエストニア国家に居住する民族である。フィン人と同系統であるバルト・フィン系に属する。彼らが話すエストニア語は、フィン・ウゴル語の主要な言語であり、フィンランド語の方言のひとつでもある。エストニア方言は大まかに北部と南部に分かれている（北東部沿岸の方言も第3の主要方言に分けることもある）。書き言葉は北部の方言に基づき、ラテン文字で書かれている。南部の方言、現在では特にヴォーロ方言とセトゥカ方言において、独自の書き言葉の伝統があり、色濃く残っている。
ここ数世紀、エストニア人の宗教は福音ルーテル派が中心だったが、エストニア南東部のセト族は古くから正教徒だった。エストニア人とフィンランド人は密接な関係にあり、お互いを兄弟国と見なしている。

## 名称
フィンランド語でエストニア人を指す呼称としては、マーラバスがある。これは、主にフィンランドと関係の深かったヴィルマア（Virumaan）という大きな県に由来する。このヴィルマアが省略されマーラバス（maarahvas）と呼ばれるようになった。その後、エストニア人全体を指す名称として定着していった。また、エストニアの南部に隣接して定住していたラトビア人は、エストニア人のことをエストニア南東部の古代ウガンディン州にちなんで「イガウニ」と呼んだ。エストニア人自身は自分たちの名前を確立する以前は、自分たちのことをフィンランド語エストニア方言で、「地の民」を意味するマーキールと呼んでいた。
意外にもエストニアという地域名が定着したのは19世紀の近代にになってからである。この名称の由来は、 タキトゥスが『ゲルマニア』と言う著書において言及した、バルト海沿岸に住んでいたとされるアエスティ族の名前に基づくものである。しかし、アエスティ族が現代のエストニア人と関係があったのかどうかは不明である。

## 歴史

### 有史以前のルーツ
はじめ、バルト氷湖 (Baltic ice lake)がエストニアから退いた直後の約1万年前にエストニアの地において人が定住しはじめた。エストニアで最も古い人類の居住地は、紀元前9000年から8500年にかけての遺跡が発見されており、初期の住民は狩猟と漁労で生活していたと考えられている。この地域の初期の文化はクンダとそれに続くナルヴァ文化がある。その後、カンパニア文化が紀元前4150年から紀元前3650年の間にエストニアに広まった。その次に南方からバルト人がエストニアに到着し、この地域のフィンランド系住民と融合した。
農業が発展し始めたのは中世の初め頃であり、同時期にフィンランド語エストニア方言も生まれ始めたと考えられている。具体的には、最初の居住者が話していた言語について定かではないが、近代エストニアに関連した初期ウラル諸語を話す人々が、約5000年前に現在のエストニアあたりに到着したと主張している。ヨーロッパにおいて約5000年以上も同じ地域に住んでいた最も古く半永続的に居住していた人々がエストニア人の祖先とみなされる。一方、最近のいくつかの言語学的推定によれば、おそらくフィン・ウゴル語派がかなり後の初期青銅器時代（紀元前約1800年頃）の間においてバルト海周辺へとたどり着いたことを示唆している。
"Eesti"あるいはEstoniaの名は北東ヴィスワ川に居住していたバルト人に古代ゲルマン人が与えた名前Aestiiに由来すると考えられている。 紀元98年にローマの歴史家タキトゥスは"Aestii"族について最初に言及した。そして、初期スカンディナヴィア人は（"Eistland"はアイスランド語で現在のエストニアを意味する単語である）、フィンランド湾の南の地を"Eistland"、そして、人々を"eistr"と呼んでいた。原始エストニア（同様に他のフィン諸語の話者）は、古東スラヴ語の年代記においてChuds  (чудь) と呼ばれていた。
エストニア語はフィンランド語と同様にウラル語族のバルト・フィン諸語に属している。エストニア語で書かれた最も古く知られている1例が13世紀の年代記、一方、1525年にエストニア語で最初に書籍を印刷した。

### 民族意識
エストニア民族の目覚め (Estonian national awakening)が19世紀の間に進みエストニア民族意識は広がったが、それは、エストニア民族の一部が先行した形で発達した。18世紀のころ、自ずからの呼称eestlane （意味はエストニア人）はより古いmaarahvas （意味は土地の人たち）と共にエストニア人の間で広がっていた。聖書は1739年にタリン出身であるアントン・トール・ヘレによって最初にエストニア語へ翻訳された。また、エストニア語で出版された書籍および冊子の数は1750年代に18冊から1790年代には54冊まで増加した。その世紀の終わりまでに成人農夫の半数以上は読むことができた。1820年代の頃になるとフリードリヒ・ロベルト・ファイヒルマン(1798–1850)、クリスチャン・ヤーク・ペテルソン(1801–22)、フリードリヒ・レインホルト・クロイツヴァルト(1803–82)等といったエストニア人であることを自認する最初の大学教育を受けた教養のある知識人が現われた。支配エリート層は13世紀前半の征服以来、言語と文化の面で主にドイツ人中心のままだった。親エストニアだったバルト・ドイツ人であるガルリエブ・メルケル(1769–1850)は、エストニア人を他のものと同等の国民として待遇した筆頭著者であり、19世紀中頃の前までにバルト・ドイツ文化世界を範にとったエストニア民族運動における刺激の原泉になった。しかしながら、その世紀の中頃、エストニア人はより大きな志を抱くようになり、民族運動の成功した模範としてフィンランド人が起こしたフェンノマン運動、および、近隣のラトビア人が起こした民族運動青年ラトビアに傾き始めた。1860年の終わりまでに、エストニア人はドイツ人の文化的ならびに政治的な主導権に対して同調することに消極的になった。1880年代のロシア化の試み以前は、帝政ロシアのそれら見解は肯定的なままだった。
エストニア人はスカンディナヴィアとドイツの支配および定住中に数世紀にわたって獲得した重要な文化的・宗教的な影響から生まれたノルディック諸国への強い結びつきを持っている。実際に、エストニア人は自らをフィンランド人と密接な民族的および言語的な親和性によりバルトではなく北欧と考えている。
エストニアが1918年のロシアから独立を宣言、1920年のタルトゥ平和条約に基づいて正式に独立を達成した後ロシアに居住していたエストニア人はエストニア国籍の選択権を獲得、そして祖国へ帰国した。1920年にロシアで暮らすエストニア人の数は約4万0,000人だったと推定される。要約すれば、3万7,578人がソ連からエストニアへ移った(1920–1923)。

### 近年の展開

#### 1940年-1991年
多くのエストニア人が、ソビエト体制下における大量移住プログラムによってロシアおよび旧ソビエト連邦の一部の住民をエストニアの工業都市部へと移すため強制移住、同様に戦時移住およびスターリンの集団強制追放の対象となった。

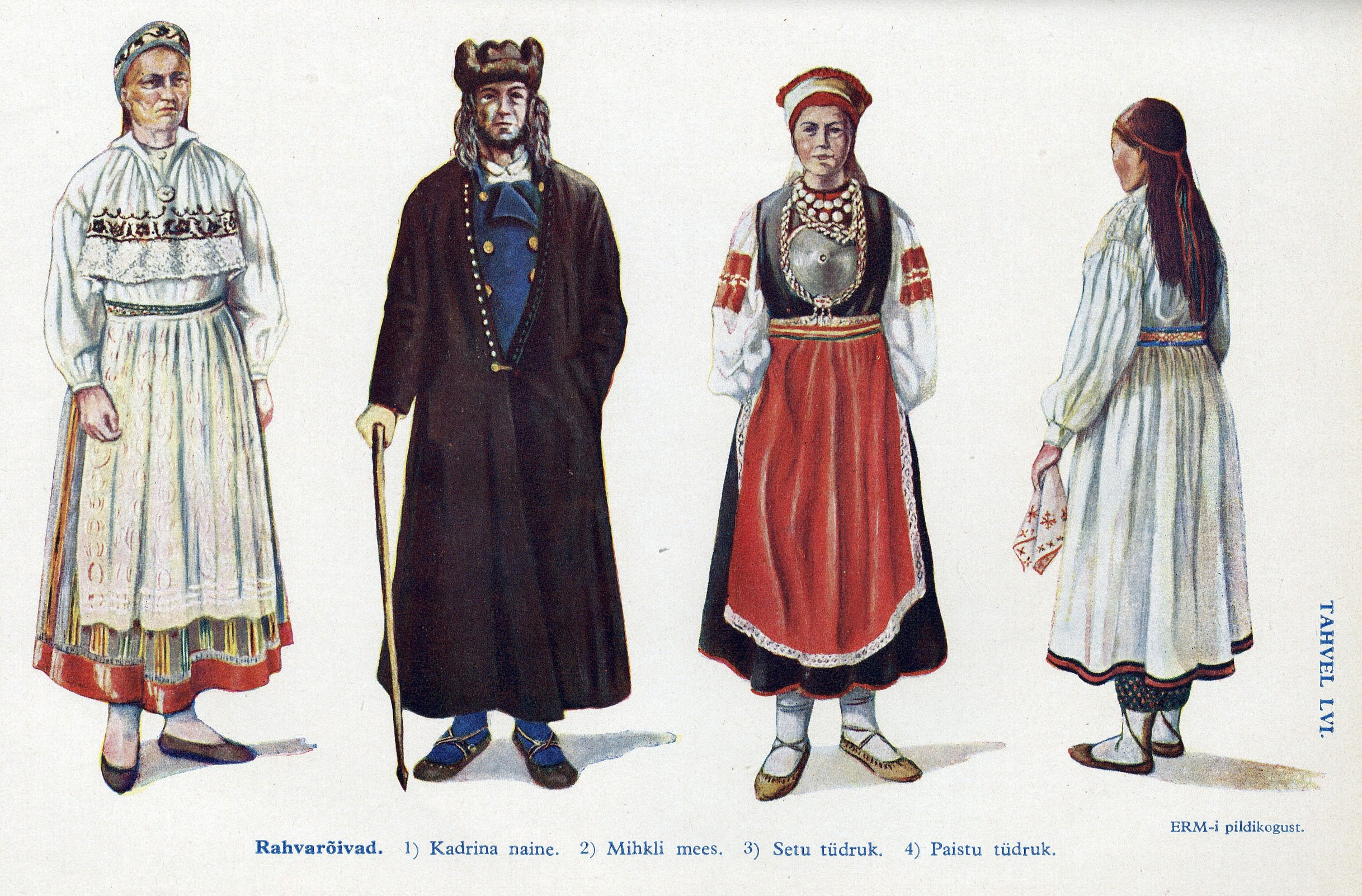
エストニア人の民族衣装:
1. カドリナ 2. ミクリ 3. セトゥ 4. パイストゥ

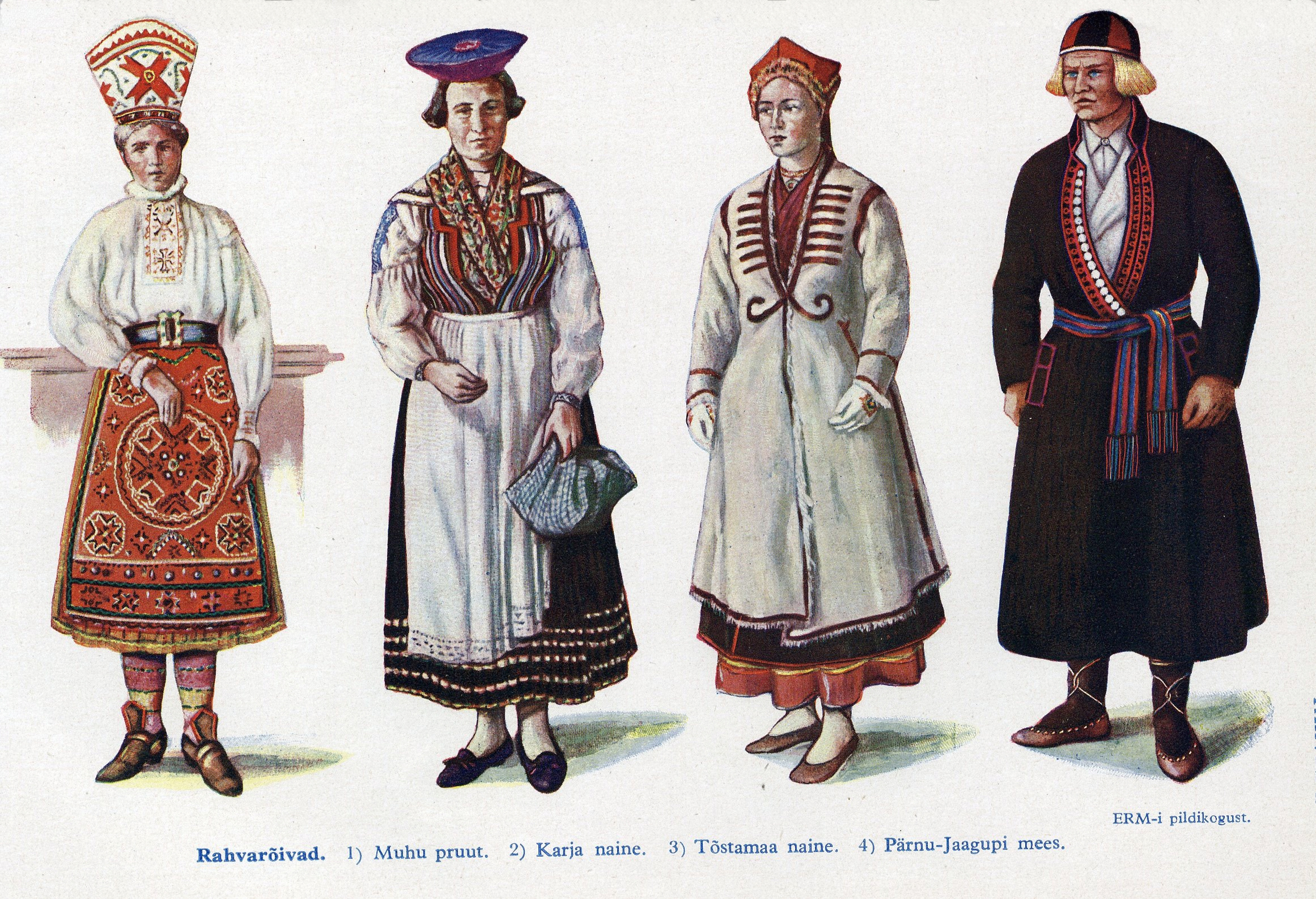
エストニア人の民族衣装:
5. ムフ 6. カルヤ 7. トスタマー 8. パルヌ-ヤーグピ

#### 1991年以降
エストニアは独立を回復したのち、国内で多数派の民族となる、少数の住民が多国間のアイデンティティを受け入れることを警戒し、市民権を取得することにおいて厳格な規則に従った国民国家を成立させた。エストニアで二重国籍は認められていない。また、エストニア市民としての地位を放棄する個人には市民権を回復する権利がない。

## 移民
第二次世界大戦中の1944年にエストニアはソビエト軍の侵攻を受けたときに数多くのエストニア人はバルト海上を船あるいは小型ボートによって故郷から逃れた。スウェーデンまたはドイツにいくため危険な航海を生き延びた多くの難民が、のちにそこからカナダ、イギリス、アメリカ合衆国あるいはオーストラリアに移った。1991年に国家が独立を回復した後、これらの難民とその子孫の中にはエストニアに戻った者もいた。独立から年をかさねるごとに、海外で働くことを選ぶエストニア人が増加、ヨーロッパで最も高い移住率を示す、主としてフィンランド、また他のヨーロッパ諸国へ出稼ぎにいった。少なくとも部分的にフィンランドへの移住、往復、アクセスが容易にできる。
エストニア政府は低い出生率ならびに移住などから生じる人口減の問題を認識、政府は人口対策として出生率を増加させ、出稼ぎエストニア人をエストニアへ帰国させるため、誘惑する様々な施策を開始した。エストニアのトーマス・イルヴェス大統領は、キャンペーン「Talendid koju!」 (故国に橋かける才能)の支援に乗り出す。エストニアに必要な特定のスキルを持っているエストニア人の帰国を調整、促進することを目的としている

## カナダに居住するエストニア人
エストニア以外で最も大きな永住エストニア人社会は、約2万4,000人が居住しているカナダである（いくつかの情報筋によると最高約50,000人居住）。 1940年代後半および1950年代初頭に、約1万7,000人がカナダに到着した。 トロントは、エストニア以外における最大のエストニア人人口を誇る都市である。初めてとなるエストニア人世界祭が1972年のトロントで開催された。いくつかの著名なエストニア系カナダ人には、心理学者エンデル・タルヴィングならびに建築家エルマー・タムポルド等がいる。

## 言語・遺伝子系統
エストニア人はバルト・フィン諸語で知られるエストニア語を話している。エストニアは伝統的にバルト3国のうちの1国であるが、エストニア人は言語的にラトビアおよびリトアニアのバルト系民族とは異なる。
人種的には、身体的形質こそフィン人同様に典型的なスカンジナビア人種に属するコーカソイドであるが、他のウラル系民族と同様にモンゴロイド系のY染色体ハプログループNが低～中頻度で見られる（ハプログループNは紀元前の中国東北部にある遼河文明人から高頻度で発見される）。
エストニア人のY染色体はある調査ではハプログループNが40.6%、別の調査ではハプログループR1aが37.3％、また別の調査ではハプログループIが18.6％である。

## 関連文献
- Petersoo, Pille (January 2007). “Reconsidering otherness: constructing Estonian identity”. Nations and Nationalism 13 (1):  117–133. doi:10.1111/j.1469-8129.2007.00276.x.